# Сабаримала
Сабарима́ла (англ. Sabarimala, малаял. ശബരിമല, там.  சபரிமலை) — индуистское место паломничества в Западных Гхатах в округе Патанамтитта в Керале, Индия. В Сабаримале, в окружении холмов и густых лесов на высоте в 914 метров на уровнем моря, расположен храм Айяппана. Согласно легенде, в этом месте Айяппан занимался медитацией после убийства могучей демоницы Махиши. Сабаримала окружена 18 холмами, на каждом из которых был построен индуистский храм. Одни из этих храмов действуют по сей день, а другие находятся в руинах.
Наряду с храмом Тирумалы Венкатешвары в Тирупати, Сабаримала является одним из крупнейших мест паломничества индуизма в мире. Ежегодно Сабарималу посещают от 45 до 50 миллионов паломников. Однако, до 2018 года женщины в возрасте от 10 до 50 лет не допускались внутрь храма. Это объяснялось тем, что Айяппан является брахмачари (монахом). В сентябре 2018 года Верховный суд Индии постановил, что в храм должен быть открыт доступ женщинам всех возрастов, так как религиозные практики должны быть одинаково доступны как мужчинам, так и женщинам. Постановление суда вызвало многочисленные протесты среди местного населения, требовавшего позволить им проводить храмовые ритуалы традиционным образом.
Даршан в храме можно получить только в особые периоды: Мангалапуджа (с 15 ноября по 26 декабря), Макаравилакку (14 января) и Вишу (14 апреля), а также в первые пять дней каждого месяца малаяламского календаря.
Желающие получить даршан Айаппаны индуисты должны совершать в течение 41 дня аскезы. Одним из элементов является ношение малы (гирлянды из чёток) из дерева рудракши или туласи. Также необходимо следовать вегетарианской диете, воздерживаться от употребления алкоголя и табака, практиковать половое воздержание, не ругаться матом, не бриться и не стричь волосы. Также необходимо регулярно посещать местные храмы, носить традиционную одежду чёрного, синего или оранжевого цвета. Однако, в настоящее время многие индуисты не следуют этим правилам строго. Особо благоприятным считается совершение 45-километрового пешего паломничества из города Эрумели в Сабарималу. Согласно легенде, этот путь был проделан самим Айяппой.